# Frédéric-Louis de Rutté
Pour les articles homonymes, voir Rutte.
Frédéric-Louis de Rutté (ou Friedrich Ludwig von Rütte), né le 15 avril 1829 à Sutz et mort le 4 octobre 1903 à Berne, est un architecte suisse qui fut actif à Paris, en Alsace – notamment à Mulhouse – et à Berne.
Collaborateur de Pierre-Charles Dusillion, il réalisa notamment d'imposantes villas, le bâtiment de l'actuel Musée de l'impression sur étoffes à Mulhouse, le Musée Schwab à Bienne, l'ambassade de France et le siège de la Compagnie des chemins de fer du Jura bernois à Berne.

## Galerie

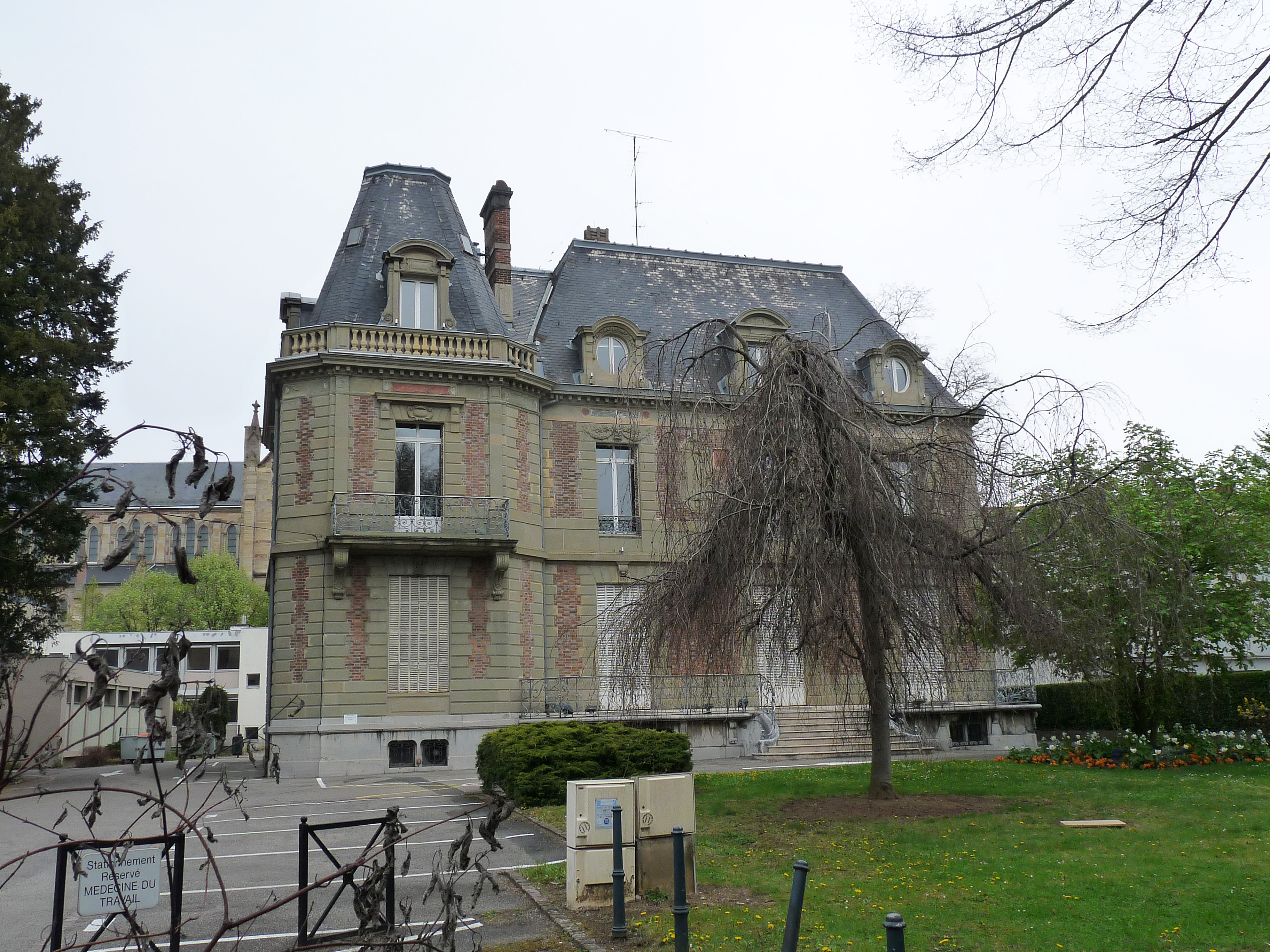
Villa Vaucher-Lacroix à Mulhouse (1867)
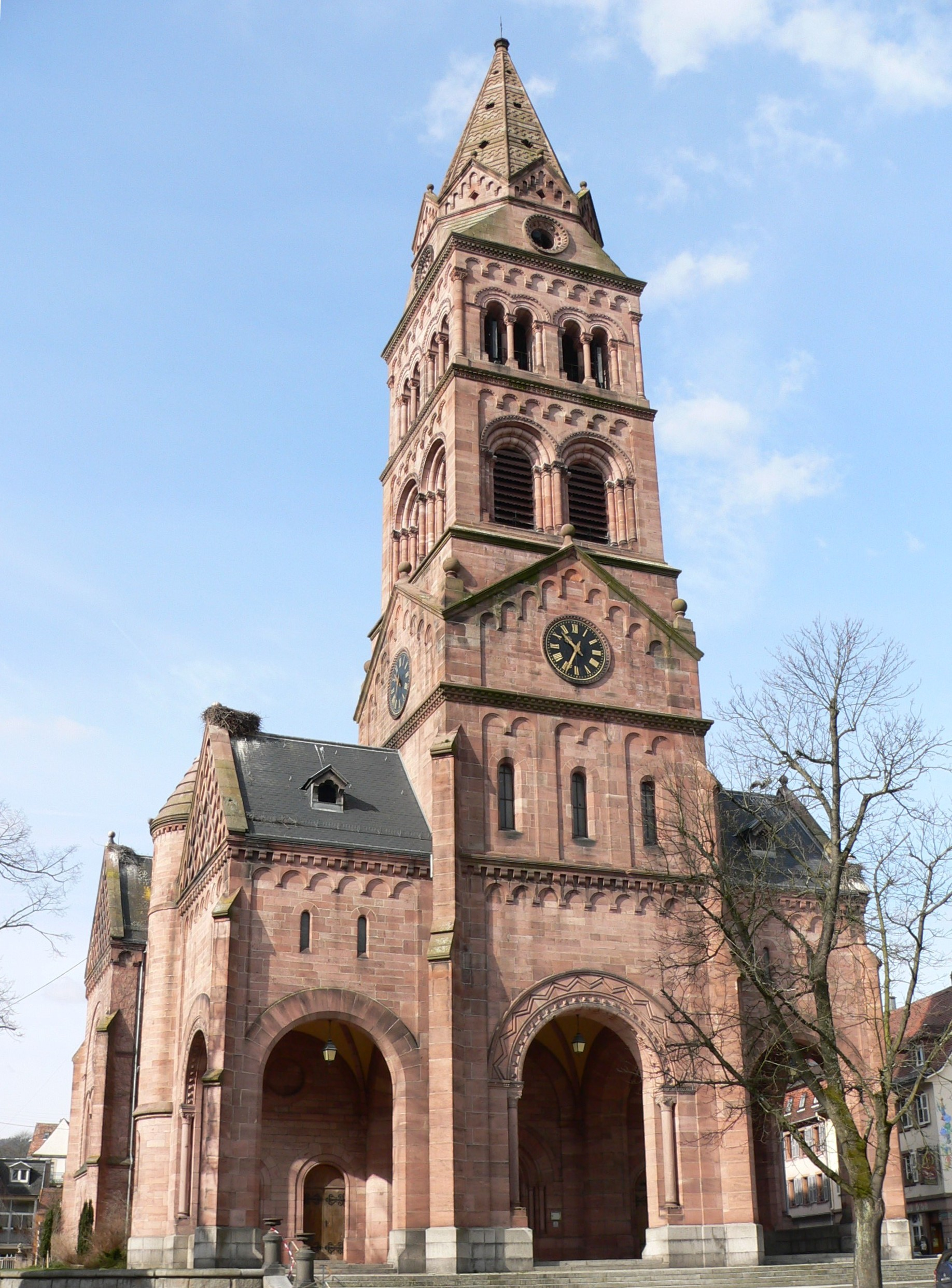
Temple de Munster (Haut-Rhin) (1869-73)
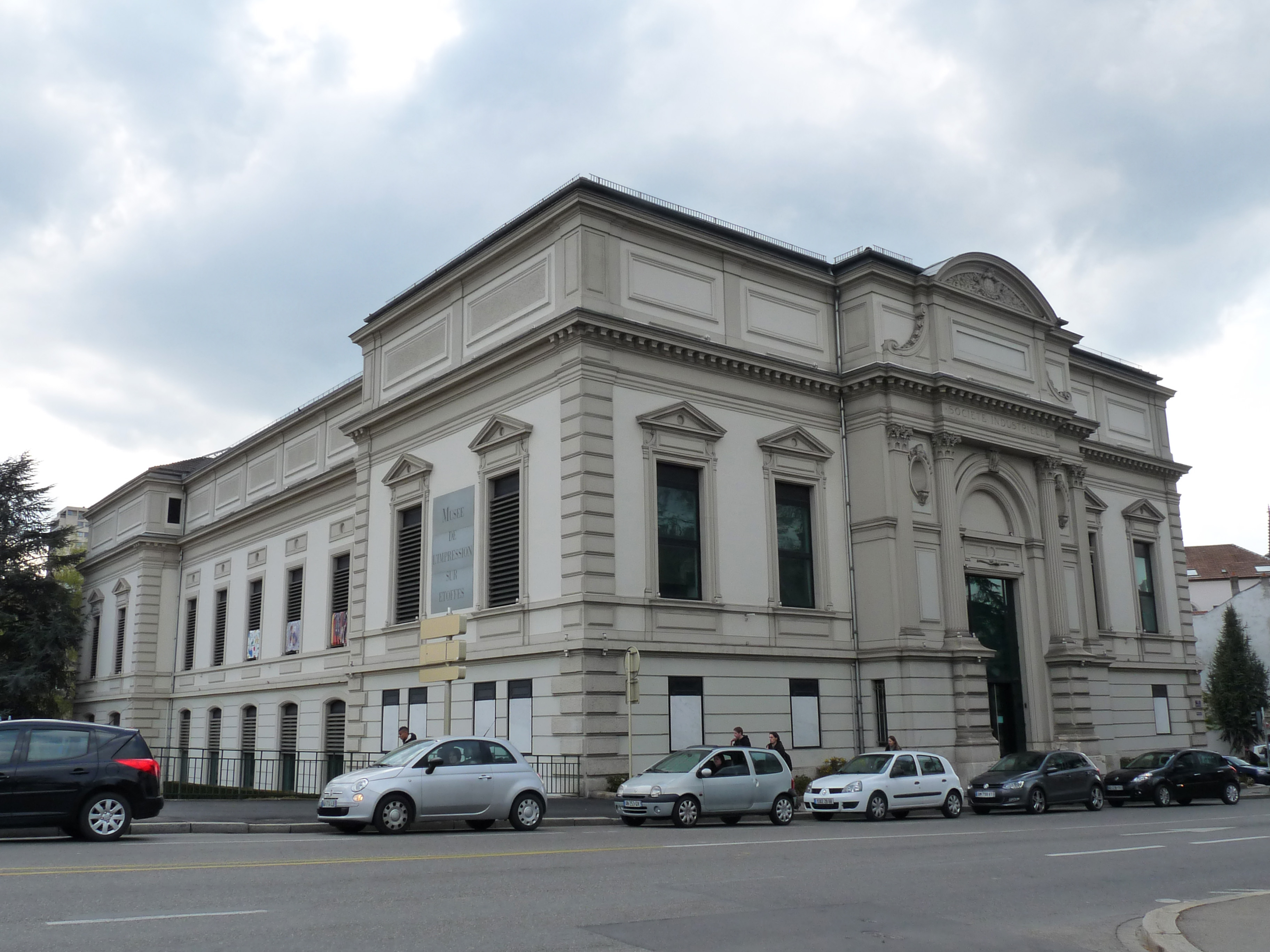
Musée de l'impression sur étoffes à Mulhouse (1883)
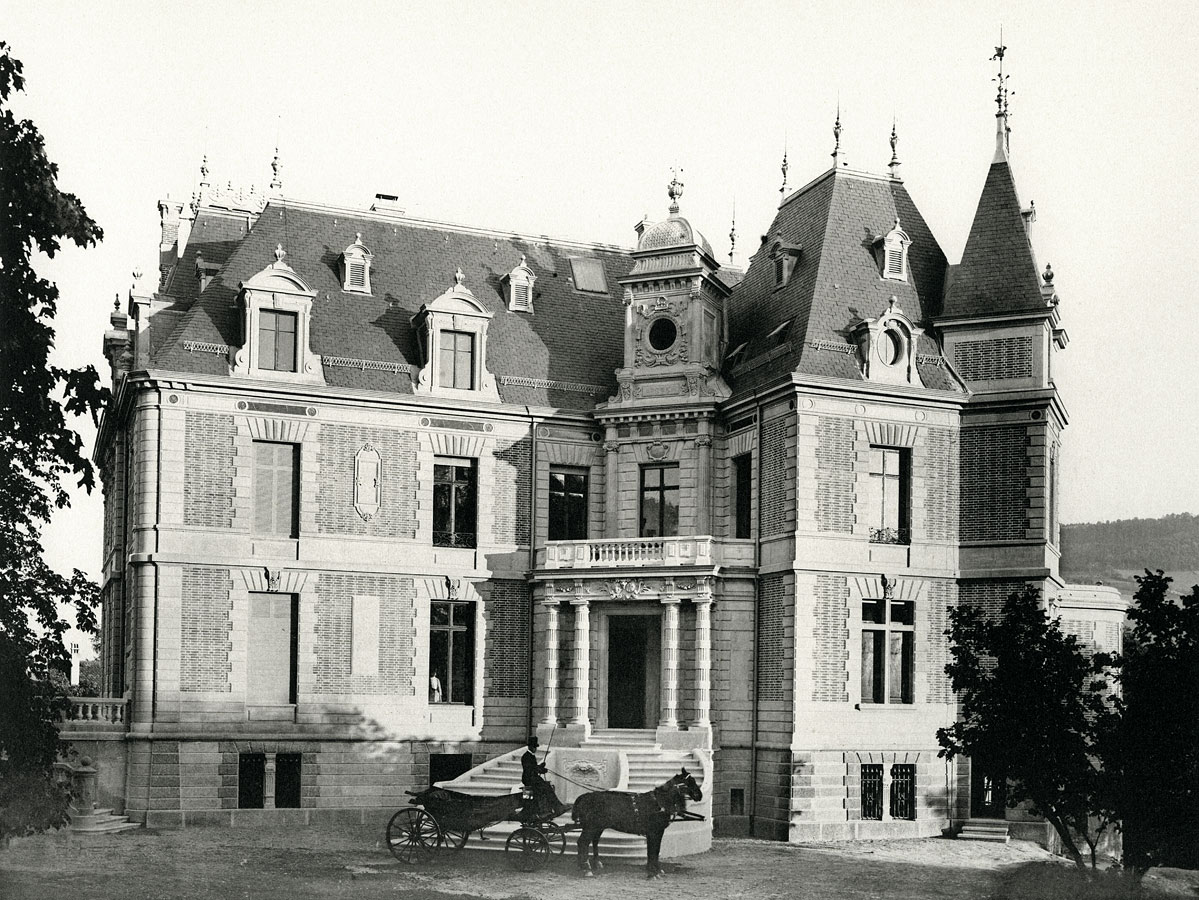
Villa A. Von Tscharner à Berne (1895)